# Milica Janevski
Milica Janevski (Valjevo, 1986) srpska je pozorišna, televizijska i filmska glumica.
Rođena je 18. avgusta 1986. godine u Valjevu, gde je završila Valjevsku gimnaziju. Diplomirala je osnovne akademske studije glume na Akademiji umetnosti u Novom Sadu, u klasi profesorke Jasne Đuričić, a nakon toga i master studije kod profesora Tomi Janežiča.
Glumila je u mnogim pozorištima širom Srbije i u njima ostvarila značajne uloge, trenutno radi kao slobodni umetnik i živi u Beogradu.

## Radionice
- Master radionica – psihodrama, metoda rada (Tomi Janežič)
- Šekspir i slika jezika u teatru (Ryszard Nieoczym)
- Snaga glasa (Ryszard Nieoczym)
- Telo i glas (Denes Debrei)

## Uloge u pozorištu
- Ovaj će biti drugačiji, uloga: Jovana, režija: Đurđa Tešić, Atelje 212 (2019)[2]
- Severoistok, uloga: Tamara, režija: Jana Maričić, Bitef teatar (2018)
- Kraljice, uloga: Mima, režija: Branislav Trifunović, Beo Art i Bitef teatar (2018)
- Iz života insekata, više uloga, režija: Ivan Vuković, Beogradsko dramsko pozorište (2017)
- Rubište, uloga: Marija, režija: Kokan Mladenović, Šabačko pozorište (2017)
- Don Žuan, uloga: Šarlota, režija: Gorčin Stojanović, Jugoslovensko dramsko pozorište (2017)
- Gogoland, više uloga, režija: Andraš Urban, Narodno pozorište Sombor (2016)
- Hajmatbuh, uloga: Marija Šmit, režija: Gorčin Stojanović, Narodno pozorište Sombor (2015)
- Dogvil, uloga: Grejs, režija: Kokan Mladenović, Mikser House i KC Novi Sad (2014/15)
- Boing Boing, uloga: Dženet, režija: Olja Đorđević, Narodno pozorište Sombor (2014)
- Romeo i Julija, uloga: Julija, režija: Predrag Miki Manojlović, Radionica integracije i Qendra multimedia, Priština (2014)[3]
- Doktor Nušić, uloga: Slavka, režija: Kokan Mladenović, Narodno pozorište Sombor i Kruševačko pozorište (2014)
- Galeb, uloga: Nina Mihajlovna Zarečna, režija: Tomi Janežič, Srpsko narodno pozorište Novi Sad (2012)
- Marko Kraljević, uloga: konj Šarac, režija: Aleksandar Božina, Narodno pozorište Sombor (2012)
- Pučina, uloga: Marija, režija: Vladan Đurković, Narodno pozorište Sombor (2011)
- Ujež, uloga: Jankovićka, režija: Radoslav Milenković, Srpsko narodno pozorište Novi Sad (2010)
- Negovano voće, uloga: Merdžana, režija: Željko Santrač, Narodno pozorište Sombor i Teatar Teatron, Švedska (2010)

### Filmografija
| God.   | Naziv                              | Uloga              |
| ------ | ---------------------------------- | ------------------ |
| 2010-e |                                    |                    |
| 2013.  | Odumiranje                         | Stamena            |
| 2016.  | Vere i zavere (TV serija)          | Mara               |
| 2018.  | Neviđeni 2 (sinhronizacija)        | Evelin (glas)      |
| 2018.  | Teret                              | Mara               |
| 2018.  | Asimetrija                         | negovateljica      |
| 2018.  | Koreni (TV serija)                 | strina Višnja      |
| 2018.  | Jutro će promeniti sve (TV serija) | Ljubina sestra     |
| 2019.  | Otac                               | službenica         |
| 2019.  | Proleće u januaru                  | Natalija           |
| 2019.  | Asimetrija                         | negovateljica      |
| 2020-e |                                    |                    |
| 2020.  | Kosti (TV serija)                  | Zorica Gajić       |
| 2021.  | Dunav                              | Isidora            |
| 2021.  | Advokado (TV serija)               | tetka              |
| 2022.  | Ubice mog oca (TV serija)          | advokat Marinković |
| 2022.  | Usekovanje                         | Lela               |
| 2022.  | Bunar (TV serija)                  | Doplerka           |
| 2023.  | Pad (TV serija)                    | Sanja Maslać       |
| 2023.  | Deca zla (TV serija)               | Ana Basta          |
| 2023.  | Pokidan                            | Ana Marija         |
| 2024.  | Тома (ТВ серија)                   | Тања Бошковић      |
| 2024.  | Nedelja                            | Marina Tucaković   |
| 2024.  | Кожа (ТВ серија)                   | Невена             |
| 2024.  | V ефекат                           | инспекторка Шорга  |
| 2024.  | Облак у служби закона              | Цица               |
| 2024.  | Шалша                              |                    |
| 2024.  | Недеља (тв серија)                 | Marina Tucaković   |
| 2024.  | Volja sinovljeva                   |                    |
| 2025.  | Саучесници                         |                    |

## Odabrane nagrade
- Zoranov brk za najbolju glumicu večeri, 29. Dani Zorana Radmilovića (za ulogu Jovane, „Ovaj će biti drugačiji”)
- Nagrada za najbolju mladu glumicu, na 11. Festivalu Zaplet, Banja Luka (za ulogu Jovane, “Ovaj će biti drugačiji”)
- Nagrada za najbolju glumicu, na 54. Festivalu profesionalnih pozorišta Srbije Joakim Vujić, Novi Pazar (za ulogu Marije, „Rubište”)
- Nagrada Zalog za budućnost, 3. teatarskog festivala Pozorišno proleće, Šabac (za uloge Marija, “Rubište” i Kliti, g-đa Balegar, diktator, “Iz života insekata”)
- Nagrada za debitantsku ulogu, na filmu, 48. Susreti Niš (za ulogu Stamene, “Odumiranje”)
- Nagrada za najbolju mladu glumicu, na festivalu Mess Sarajevo (za ulogu Nine Mihajlovne Zarečne, “Galeb”)
- Nagrada za najbolju mladu glumicu, na 44. Festivalu Dani komedije u Jagodini (za ulogu Slavke, “Doktor Nušić”)
- Nagrada za najbolju glumicu, na 65. Festivalu profesionalnih pozorišta Vojvodine (za ulogu Slavke, “Doktor Nušić”)
- Nagrada za najbolju mladu glumicu, na 51. Festivalu profesionalnih pozorišta Srbije Joakim Vujić, Šabac (za ulogu Slavke, “Doktor Nušić”)
- Nagrada za najbolju glumicu, na 66. Festivalu profesionalnih pozorišta Vojvodine (za ulogu Marije Šmit, “Hajmatbuh”)
- Nagrada za najbolju mladu glumicu, na Art Trema Fest-u, Ruma (za ulogu Mime, “Kraljice”)
- Nagrada za glumicu sezone 2015/16. u NP Sombor
- Nagrada za glumicu sezone 2014/15. u NP Sombor
- Nagrada „Ružica Sokić”, priznanje za izuzetni doprinos umetnosti (2024)[6]

## Spoljašnje veze
- Milica Janevski na sajtu  (jezik: engleski)
- „Milica Janevski, životni put zvezde serije “Kosti””. Nova s. Приступљено 10. 1. 2021.
- „Milica Janevski: Zoricu branim „do koske“”. Bosonoga. Архивирано из оригинала 12. 01. 2021. г. Приступљено 10. 1. 2021.